# نجفتت
نجف‍تت (انگلیسی: Nedjeftet) یک ملکه همسر در مصر باستان بود که در دوران حکمرانی دودمان ششم مصر زندگی می‌کرد. وی در حدود سال ۲۳۱۰ پیش از میلاد می‌زیست و نامش بر نقش‌برجسته‌هایی نزدیک به مجموعه هرمی پپی یکم ــ و در نزدیکی مجموعه هرمی ملکه ای‌ننک-اینتی ــ یافت شده است. او یکی از همسران فرعون پپی یکم بود.
نام او همچنین با بیستمین نوم (بخش اداری) مصر علیا هم‌نام است؛ ناحیه‌ای که بعدها به نام هراکلئوپولیس شناخته شد. این هم‌نامی ممکن است نشان دهد که خانواده نجف‍تت از همان ناحیه برخاسته بودند، و این ازدواج به‌منظور تقویت موقعیت فرعون در برابر قدرت‌مندان محلی آن منطقه صورت گرفته باشد.